# 频率灵活太阳射电望远镜
频率灵活太阳射电望远镜（英語：Frequency-Agile Solar Radiotelescope，简称FASR）是在射頻和微波频段对太阳进行观测的下一代射电望远镜。
与其他通用的射电望远镜类似甚大天线阵（VLA）相比，FASR是太阳专用的射电望远镜。与其他天体相比，太阳辐射具有非常高的时间变量和辐射范围。FASR的观测频段从0.1-30 GHz。。
FASR的建设地点还未确定，但它将位于美国西南部。